# Etihad Towers
Etihad Towers (укр. Башти Етіхад) — комплекс з п'яти хмарочосів у столиці Об'єднаних Арабських Еміратів Абу-Дабі.

## Загальний опис
Вежі розташовані навпроти готелю Emirates Palace і містять офіси, апартаменти та готель. 
Орієнтовна вартість будівництва становила 2,5 мільярда дирхамів. Вежі 2 і 5 були завершені в листопаді 2010 року.  Через рік, у листопаді 2011 року готель, який належить Jumeirah Group, був відкритий у вежі 1. У 2012 році в готелі відкрився японський ресторан Tori No Su. Готель було перейменовано в Conrad Abu Dhabi Etihad Towers, який відкрився  у вежі 1 в жовтні 2020 року.  Прилегла вежа 2 є (станом на січень 2023 року) четвертою за висотою в Абу-Дабі. Вежа 2 має оглядовий майданчик під назвою «Оглядовий майданчик на 300» на 75-му поверсі, до якого можна потрапити з готелю через трибуну нижнього рівня. 
Вежі використовувалися як місце для зйомок фільму 2015 року «Форсаж 7». У фільмі Домінік Торетто (Він Дізель) і Браян О'Коннер (Пол Уокер) викрадають Lykan HyperSport і проїжджають на ньому через три вежі. 

## Технічні характеристики
- Башта 1: 69 поверхів, 277 метрів
- Башта 2: 74 поверхів, 305 метрів
- Башта 3: 54 поверхів, 260 метрів
- Башта 4: 61 поверх, 234 метра
- Башта 5: 55 поверхів, 218 метрів